# موزه زیست‌شناسی استکهلم
موزه زیست‌شناسی استکهلم (به سوئدی: Biologiska museet) یک موزه واقع در یورگوردن در استکهلم است. مجموعه‌ای از پرندگان و پستانداران اروپایی را در دایوراما به نمایش می‌گذارد. برخی از پس‌زمینه‌های دیوراما توسط هنرمندی به نام برونو لیلجفورس، که به‌خاطر نقاشی‌های دراماتیکش از حیات وحش اسکاندیناوی شناخته می‌شود، خلق شده‌است. این موزه در سال ۱۸۹۳ پس از طرحی توسط معمار آگی لیندگرن که از کلیساهای نروژی قرون وسطایی الهام گرفته شده بود ساخته شد.

## نگارخانه

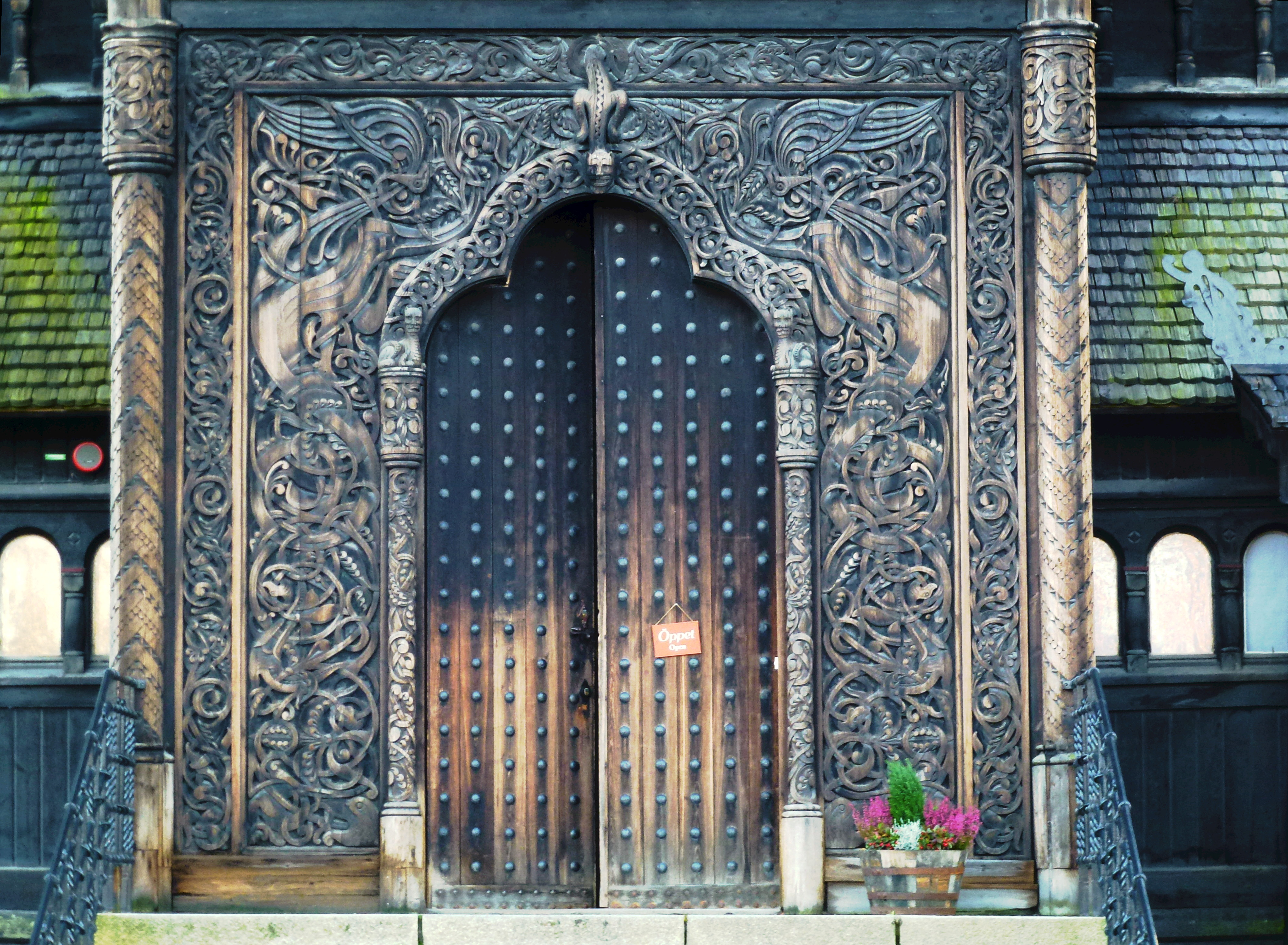
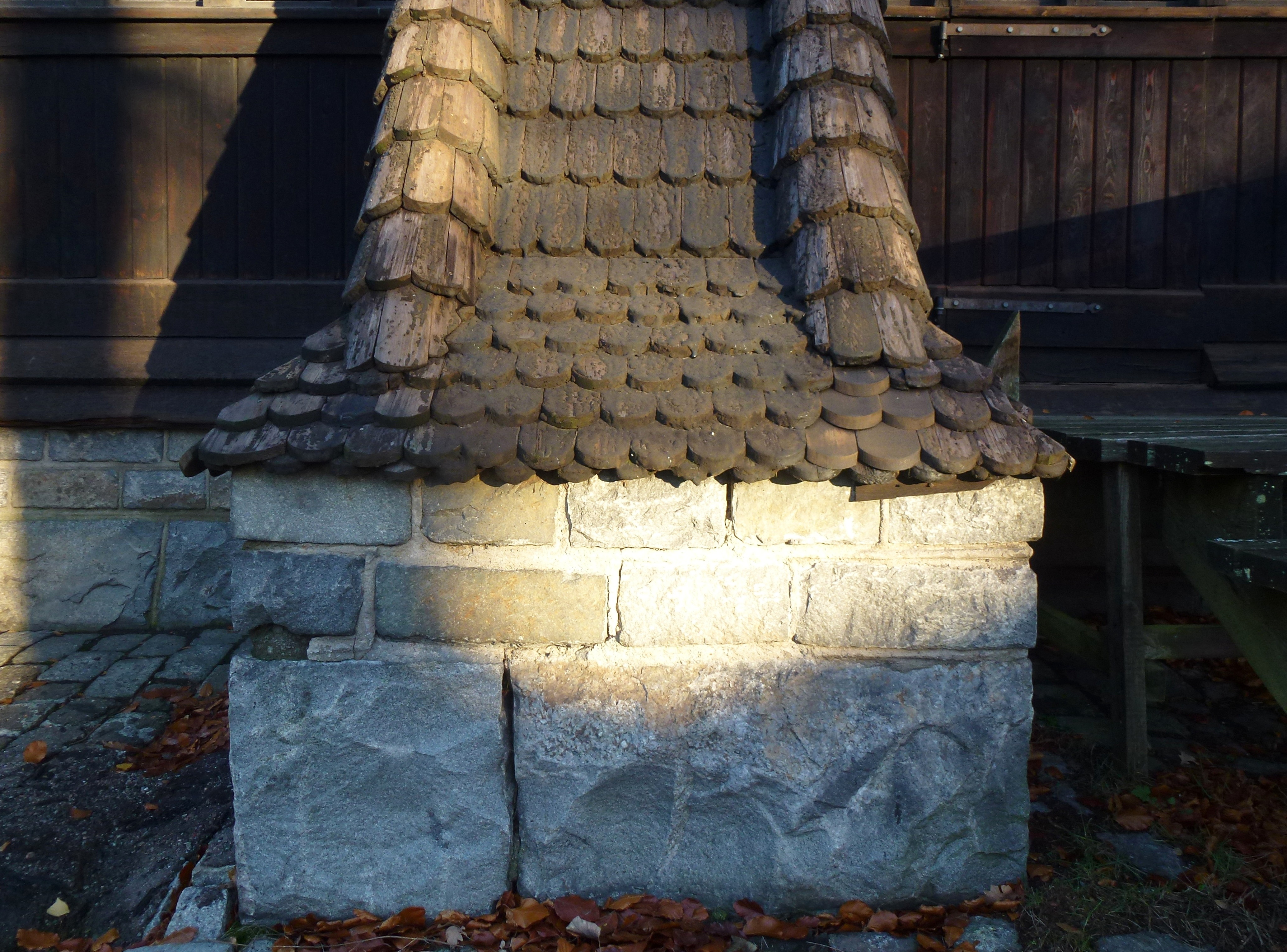
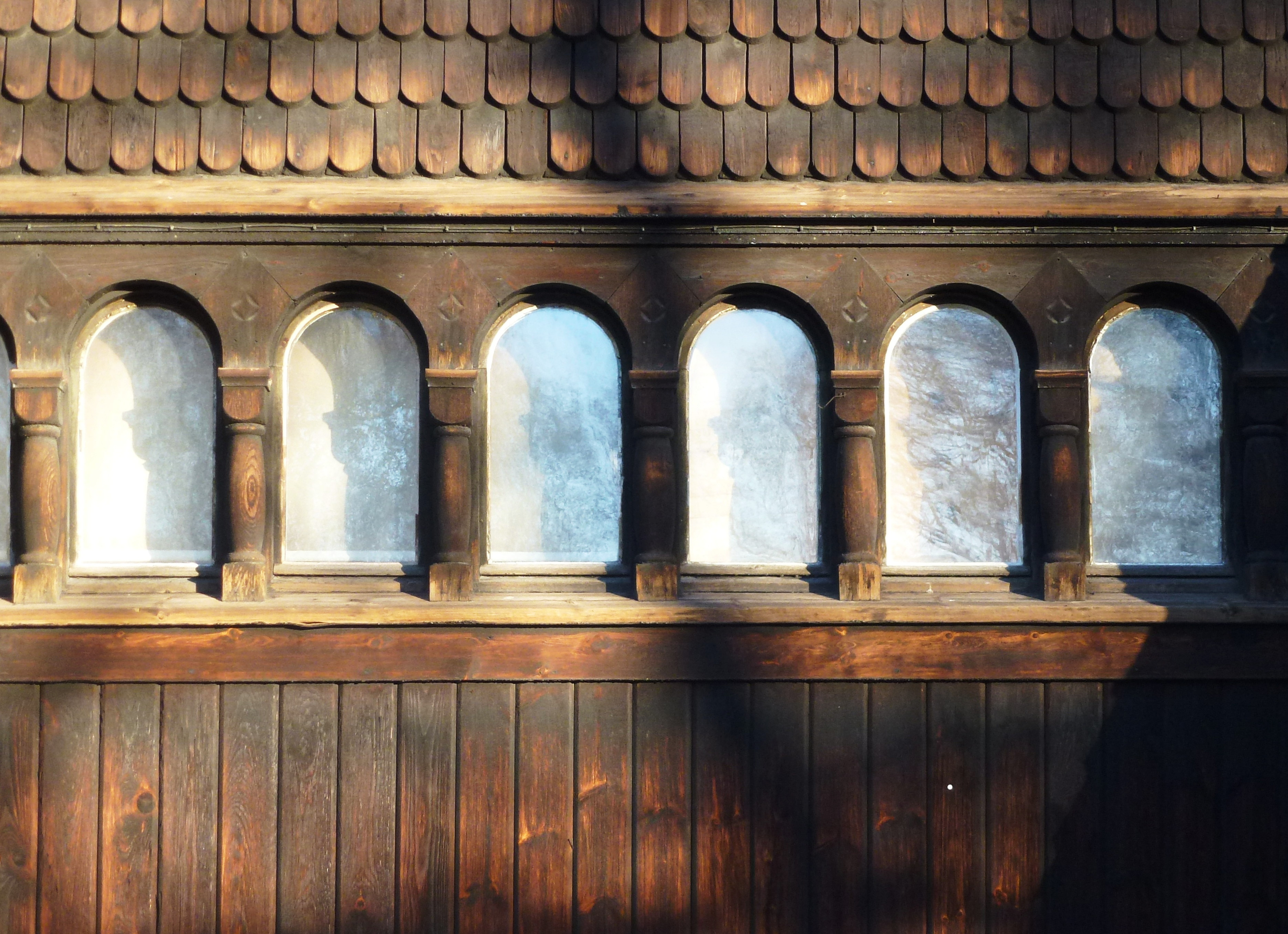
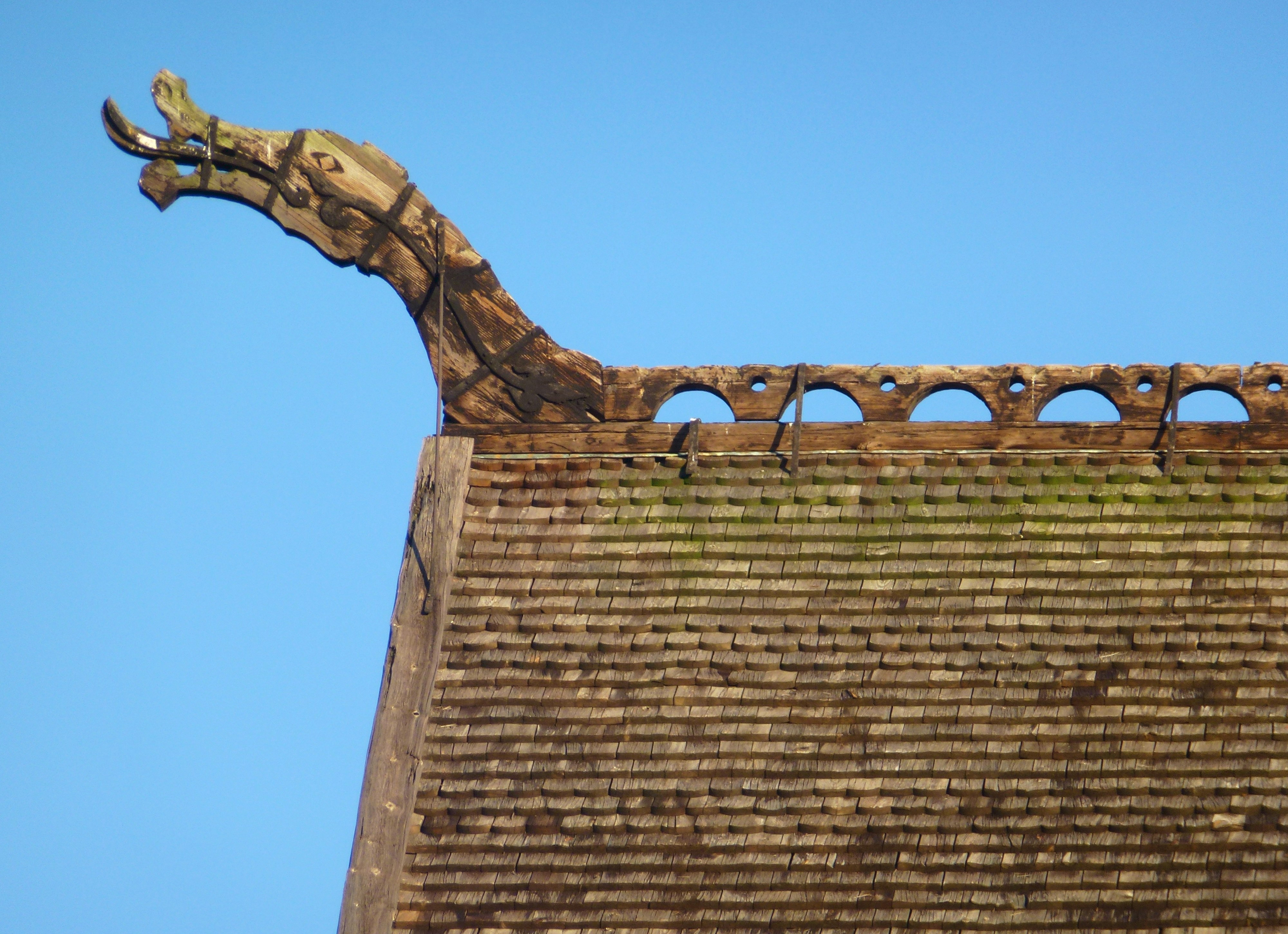

## نگارخانه داخلی

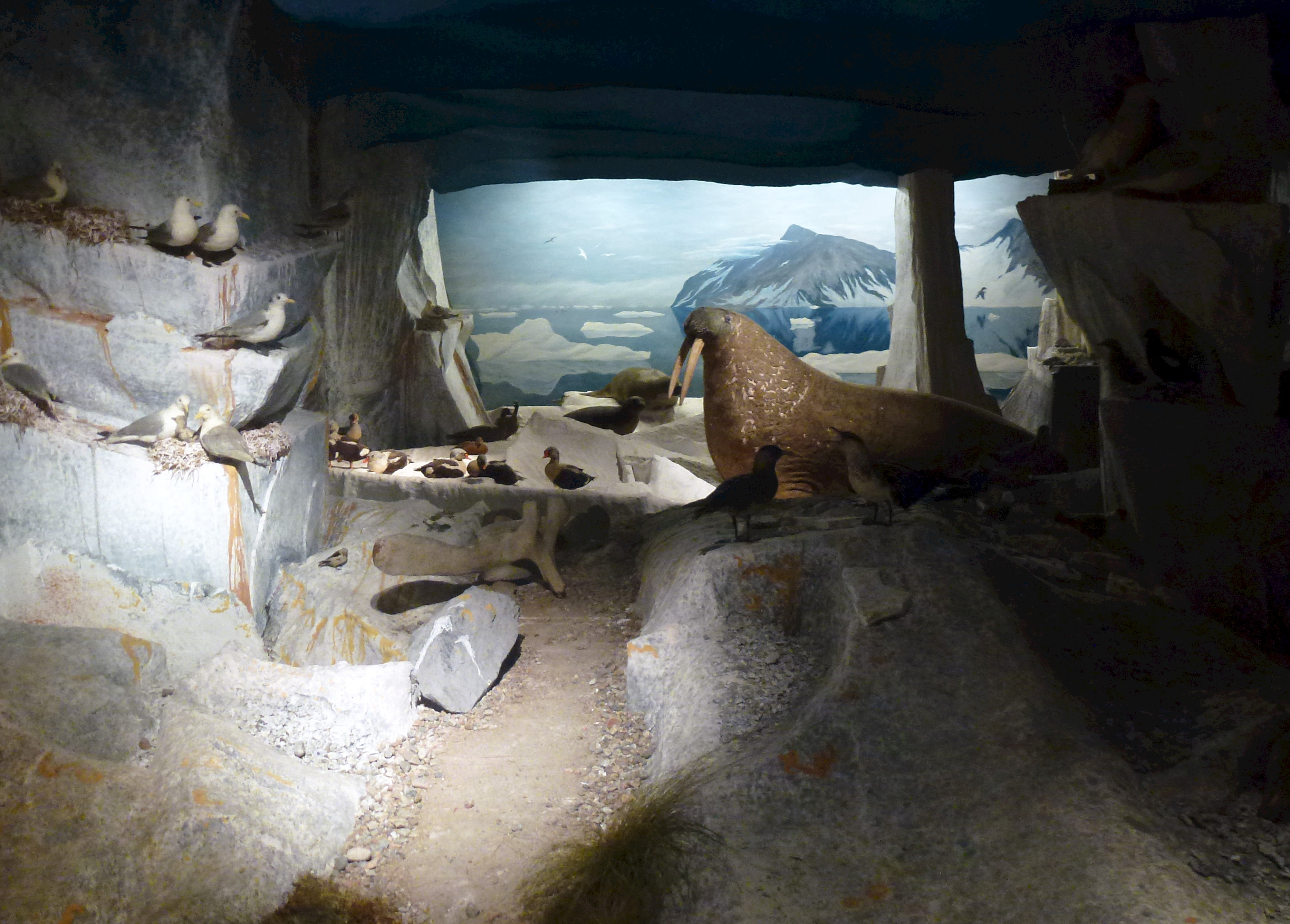
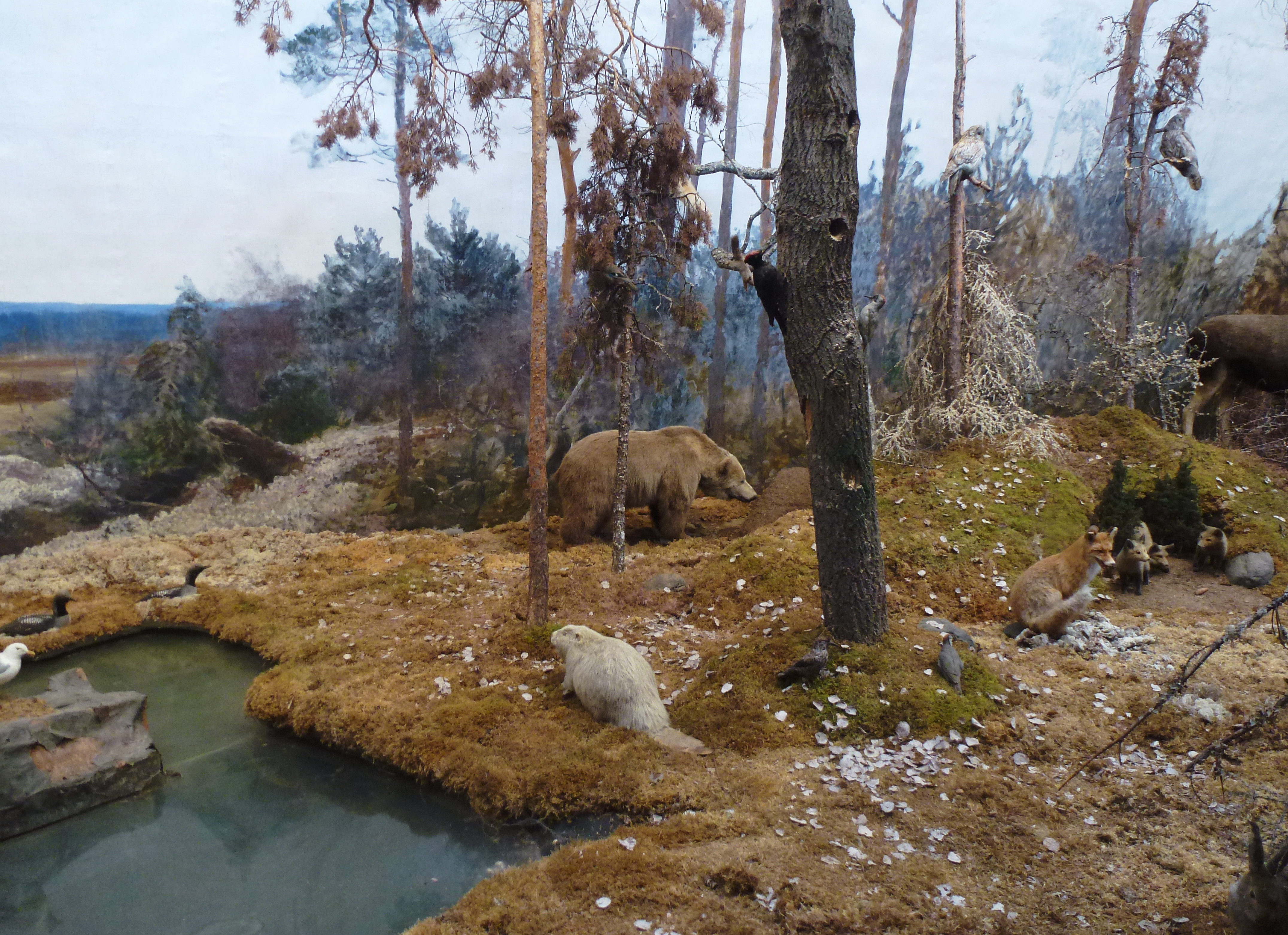
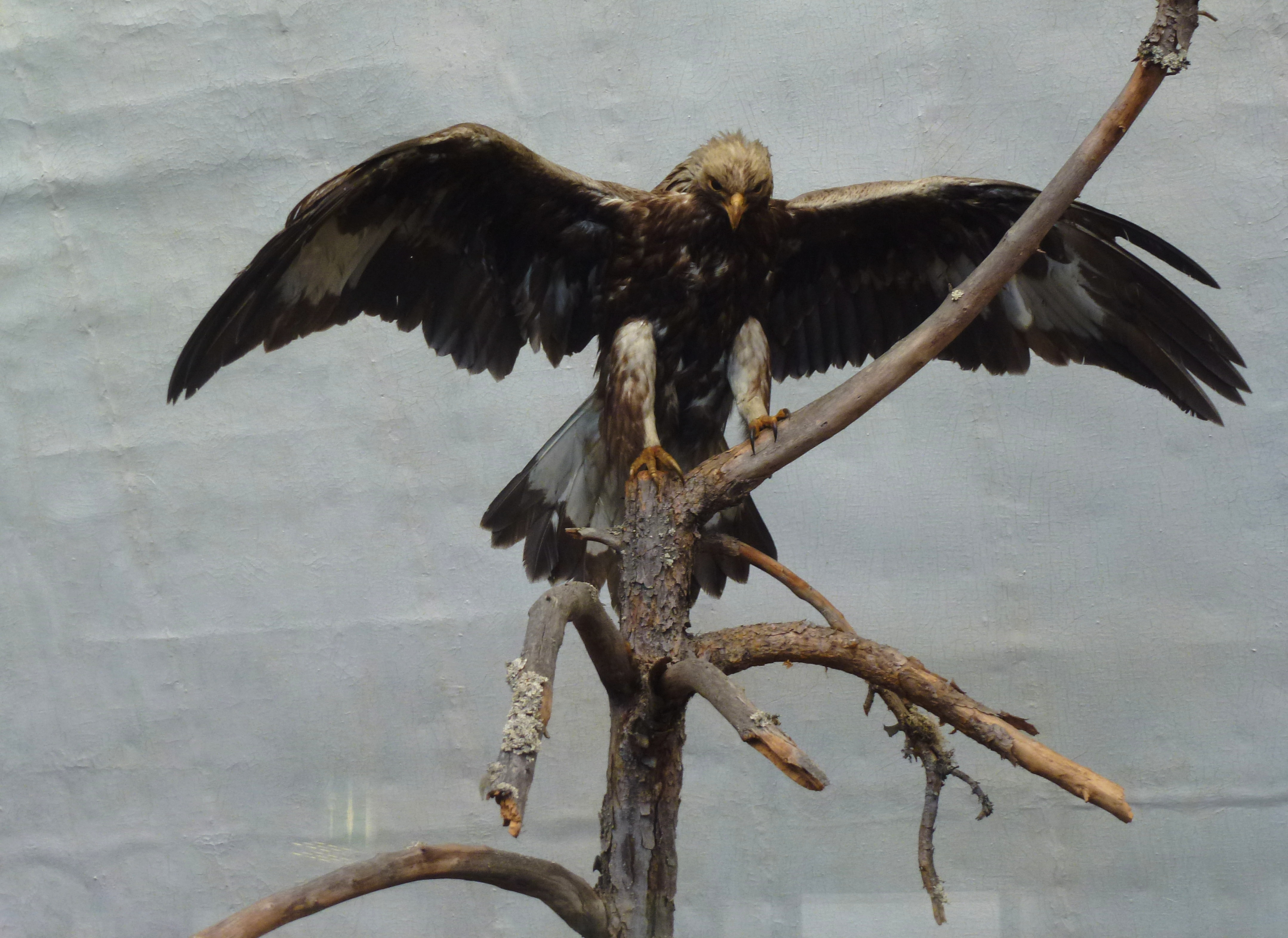
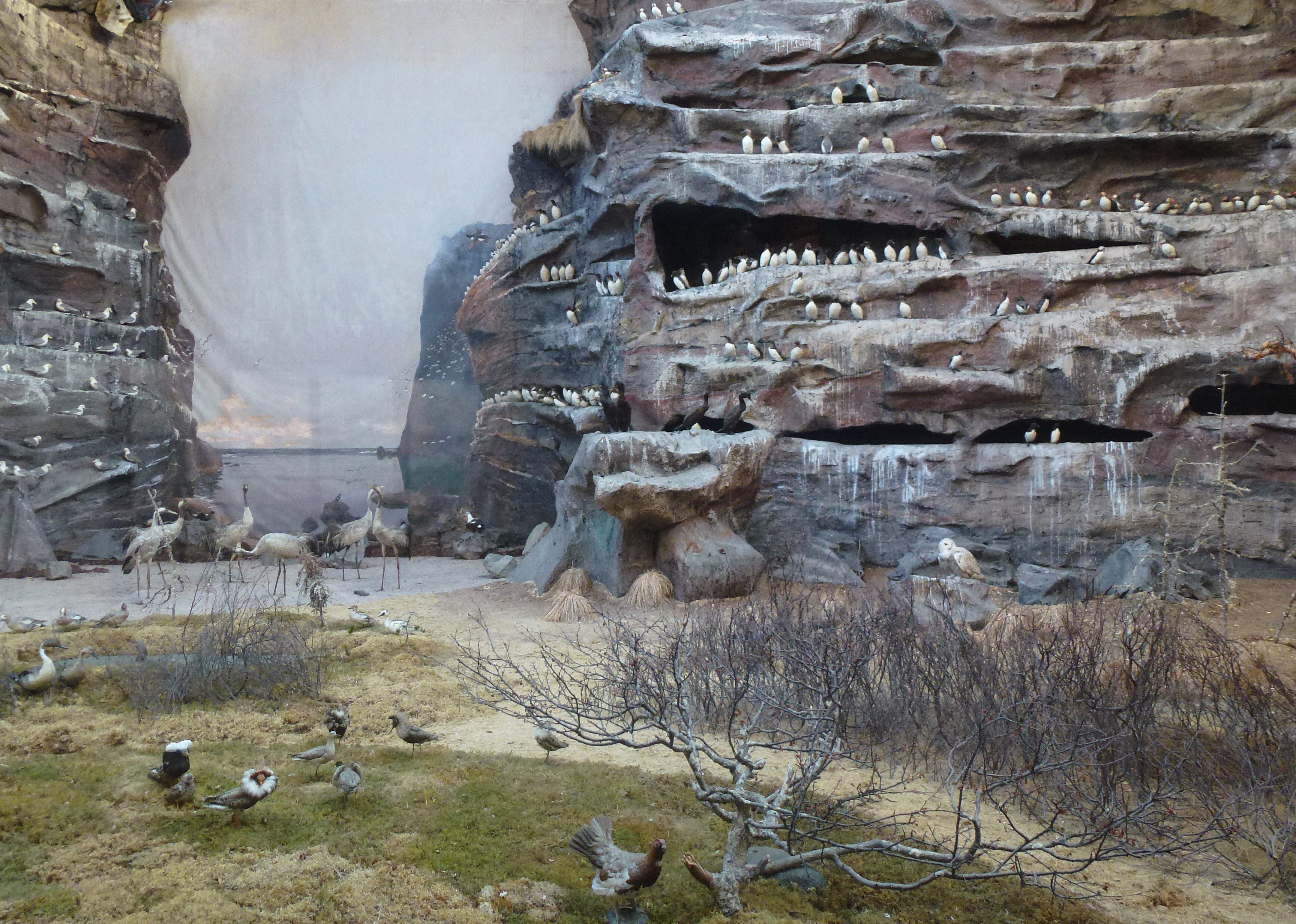